# Louis Hippolyte Joseph de Maurès de Malartic
Pour les articles homonymes, voir Malartic.
Louis Hippolyte Joseph de Maurès de Malartic, né à Montauban le 1er mars 1769 et mort à Paris le 30 juillet 1832, est un officier français, émigré et chef chouan dit Sauvage.

## Biographie

### Famille
Il est le fils d'Amable-Gabriel-Louis-Francois de Malartic (1765-1828), premier président de la Cour des aides de Montauban et du Conseil souverain de Roussillon, et d'Élisabeth de Favantines de Fontenilles. 
Il est le frère cadet d'Amable-Pierre-Hippolyte-Joseph de Maurès de Malartic, député de Seine-Inférieure de 1824 à 1828 et le neveu et de Anne-Joseph-Hippolyte de Maurès de Malartic, lieutenant-général et gouverneur de l'Ile de France en 1792, dont il fut aussi l'aide de camp. Il épouse Perrine-Pauline de Fontenu. 

### Carrière militaire

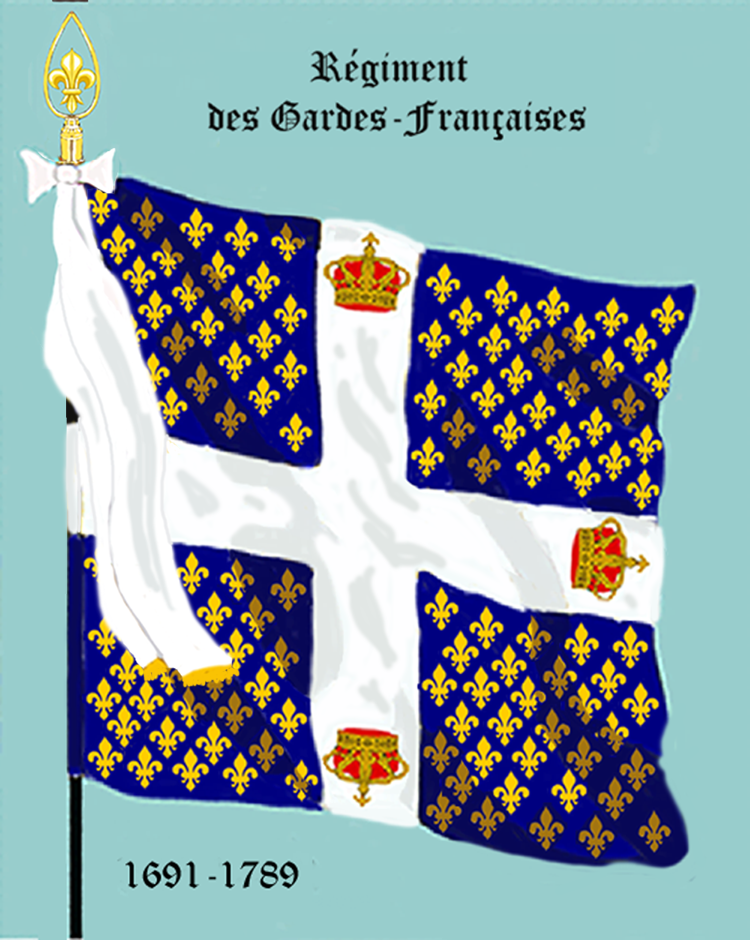
Régiment des Gardes-françaises (1691-1789).

Cadet gentilhomme en 1783 à l'école royale militaire, puis enseigne aux Gardes françaises en 1785 et sous-lieutenant en 1789.
À la suite de la Révolution, il émigre et passe en Amérique, où il fera deux campagnes au Canada contre les Indiens en 1790 et 1791 dans les troupes étrangères de l'armée américaine. Aide de camp du général Saint-Clair, il fut blessé plusieurs fois et pour sa brillante conduite fut admis dans la société des Cincinnati créée par Washington,.
De 1793 à 1795, il est de retour en Europe à l'armée de Condé au corps des hussards de Salm-Kirburg en Hollande et Allemagne, puis il est incorporé avec son régiment dans les hussards de Homspech au service de l'Angleterre.
En 1799, il est major-général de l'armée royale du Maine lors de la troisième guerre de Vendée (1799-1800). Chef d'état-major du comte de Bourmont,, il signe la paix conclue avec le gouvernement du Consulat le 4 février 1800 à Angers,.
À la Restauration, il est nommé maréchal de camp le 30 décembre 1814. Il commande les départements du Nord, à Lille (1816), où va naître son fils Amable; de la Drôme et de la Vienne. En 1815 lors de la petite chouannerie, Joseph Fouché le charge d'une mission de pacification en Vendée,,.
En 1830, sous Louis-Philippe, il refuse le serment à la Monarchie de Juillet et démissionne de ses fonctions.

## Décorations
- Chevalier de l'ordre royal et militaire de Saint-Louis en 1796.
- Légion d'honneur :
  - Chevalier le 20 octobre 1820[2].
  - Officier le 20 août 1824.
  - Commandeur le 29 mai 1825.